# Судбина
Судбина је, према народном веровању, сила која одређује живот сваког појединца и од које се не може умаћи. Судбина је оно што је неком предодређено, поготово најзначајнији догађаји у животу, укључујући час и начин смрти. Догађаји које човека сналазе сматрају му се досуђеним, а оно жељено које и поред уложеног труда остаје неостварено, сматра се несуђеним.
У филозофском смислу, судбина је нужни ред у свету којем је подвргнуто свако биће. Судбина није слепа или случајна као усуд (лат. fatum), него рационална премда је непозната појединцу који у њој учествује. Током историје, многи људи су били незадовољни само физичким објашњењима тешких болести, разних несрећа и преране смрти, па су претпоставили натприродни узрок невољама које долазе без обзира на заслуге. Веровање у судбину чини живот подношљивијим тиме што човеку омогућује прихватање рационалност универзума упркос очигледним неправилностима и неправдама.
Постоје вештине и псеудонауке које настоје да спознају људску судбину. Тако, астрологија тврди да распоред звезда у време рођења одређује судбину, док неки облици гатања имају за претпоставку да се судбина може открити из линија длана или помоћу снова. Превише изражено веровање у непромењивост судбине назива се фатализам.

## Етимологија
Словенска реч судбина долази од корена суд, судити. Грчка реч moira, арапска maniya и латинска fatum односе се на оно што је предодређено или суђено, а санскритска реч daivam се на сличан начин односи на оно што долази од божанског.

## Судбина у митологији
Још у древним индоаријским веровањима се говори о три жене које седе испод дрвета у средишту света и испредају судбине људи.

### Словенска митологија
Судбина је у словенском веровању најчешће час смрти, место и начин умирања који је одредио усуд; ређе, удес који сваког човека прати у значајним околностима његова живота, у срећи и несрећи.
У словенској митологији, суђаје, суђенице или рођенице су натприродна женска бића која одређују судбину новорођеног детета. Ова божанства судбине познају скоро сви Словени. Верује се да се треће вече по рођењу код новорођенчета окупе три суђенице и тада му одређују судбину за цео живот. Што суђенице тада реше, верује се да ће тако и бити и да од тога нико не може побећи или се спасти. Суђенице одређују не само колико ће времена дете живети, већ и каквом ће смрћу умрети. Обичај је да се суђенице дочекају са уредном и чистом кућом. Мајка и дете се такође то вече обавезно обуку у чисто. Поред детета се често остављала храна и пиће да би се суђенице послужиле после напорног пута.

### Грчка митологија
Судбина (грч. moira) је играла веома значајну улогу у древном грчком мишљењу. Грчки појам судбине има значење оног што је сваком човеку понаособ додељено, што одређује шта ће бити од једног новорођенчета. У Хомеровим еповима се о судбини говори у једнини; она је безлична сила једнака боговима, па повремено чак и надилази богове стављајући их под своју контролу. У старој Грчкој је постојала веза судбине и коцке (односно судбине и случаја). Коцка или жреб је сматрана непристрасним судом коме је препуштена одлука у многим важним питањима: расподели важних звања и служби, ратног плена, новоосвојених земаља итд.
Грчка митологија је судбину персонификовала у виду три старе жене (мојре - суђаје) које испредају људске судбине. Прва мојра је Клота (»Преља«), која испреда нит живота, друга је Лахеса (»Делитељица судбе«), која одмерава дужину сваке појединачне нити, трећа је Атропа (»Неумитна«), која пресеца нит живота изазивајући смрт. У старој Грчкој, пророчанства играју важну улогу у саопштавању људске судбине. Једно од најпознатијих је било Аполоново пророчиште у Делфима, где је Питија, удишући испарења из земље, у заносу изрицала своја често збуњујућа предсказања. У грчким трагедијама, људска судбина се често испуњава насупрот свесног делања и намера, као у миту о Едипу. Судбину понекад оличавају и ериније, богиње освете и смрти.

## Судбина у религији
У монотеистичким религијама, појам судбине обично се подводи под појам божанског предодређења.

### Хиндуизам
Већина хиндуиста верује да су многе ствари у животу, нпр. друштвени положај, здравље, супружник, број деце и час смрти, утврђени пре рођења, било судбином или нашим ранијим понашањем. Један од израза за судбину у хиндуизму јесте даивам (»од богова«, »божанско«), што је временом попримило значење »онога што су одредиле неке натприродне силе«. Јужноиндијски Тамили традиционално верују да је судбина утврђена још пре рођења и да је невидљиво исписана на челу, што може одгонетнути само вешт читач судбине. У хиндуизму, велика срећа или несрећа у животу појединца се може објаснити без позивања на судбину, већ помоћу карме. Тако се нелогични догађаји у нечијем животу могу објаснити као последица поступака из овог или претходног живота.

### Ислам
| „         | Знај да оно, што те је промашило, није те ни могло погодити, а оно што те је погодило, није те ни могло мимоићи. | ” |
| — Мухамед | |   |

Арапски појам судбине (maniya) вуче корене из преисламске арапске поезије. Maniya (од корена mny - бројати, одмерити, одредити) се често јављала у старој арапској поезији, обично у контексту предодређене смрти.
У блиској вези с појмом судбине јесте арапски појам кадар (qadar), који има значење указа, а значи и оно што је »указом одређено«, у смислу судбинске предодређености. Схватање по коме Бог одређује све што се људима допада, и добро и лоше, представља суштински део ислама. За све активности људи и животиња у Курану се каже (нпр. 10:62) да су записане у небеској књизи, што подразумева да је у њој записан час смрти сваког човека. Хадиси преносе да, док је беба још у материци, један анђео по Божјем диктату записује будућу срећу, дужину живота, пол и позив појединца. Анђели чувају овај запис и ништа му се не може додати нити одузети.

## Судбина у филозофији
Филозофско поимање судбине своди се на неумитни закон, односно нужни ред у свету којем је подвргнуто свако биће. По дефиницији, судбинско је оно што је изван нашег утицаја, на шта не можемо утицати својим деловањем, без обзира да ли стога што нас је заскочио случај, или што смо под упливом сила које изван наше контроле. Појам судбине је играо кључну улогу у стоичкој филозофији. Стоици су сматрали да мудар човек треба да прихвати своју судбину, ма каква она била, уместо да покушава да јој се опире.
| „        | Судбина води оне који на њу пристају, а вуче оне који јој се противе. | ” |
| — Сенека |                                                                       |   |